# Ardisia lindleyana
Ardisia lindleyana är en viveväxtart som beskrevs av David Nathaniel Friedrich Dietrich. Ardisia lindleyana ingår i släktet Ardisia och familjen viveväxter. Utöver nominatformen finns också underarten A. l. angustifolia.